# Khem Karan
Khem Karan é uma cidade e uma nagar panchayat no distrito de Amritsar, no estado indiano de Punjab.

## Demografia
Segundo o censo de 2001, Khem Karan tinha uma população de 11,938 habitantes. Os indivíduos do sexo masculino constituem 55% da população e os do sexo feminino 45%. Khem Karan tem uma taxa de literacia de 47%, inferior à média nacional de 59.5%: a literacia no sexo masculino é de 54% e no sexo feminino é de 39%. Em Khem Karan, 15% da população está abaixo dos 6 anos de idade.